# Isabel Cristina Estrada
Isabel Cristina Estrada Cano (Medellín Antioquia, 21 de gener de 1980), és una actriu i model colombiana. En 2009 va contreure matrimoni amb el cantant Lucas Arnau, de qui es va divorciar a l'agost de 2015.

## Biografia
Va estudiar enginyeria de sistemes en EAFIT. Va integrar la selecció de voleibol de Antioquia, va participar en el Concurs Nacional de Bellesa de Colòmbia com a Senyoreta Antioquia, en 2001, obtenint el premi a Millor Companya. Va ser Reina Mundial del Banano en 2002. Després, va participar en el reality xou "Nòmades", al 2005. En 2007 va aparèixer a l'actuació en Nou-ric, nou pobre.

## Filmografia

### Televisió
| Any       | Títol                          | Personatge       | Canal                         |
| --------- | ------------------------------ | ---------------- | ----------------------------- |
| 2019      | BJ El Propi                    |                  | Teleantioquia                 |
| 2016      | Jo sóc Franky                  | Sara             | Nickelodeon Llatinoamèrica    |
| 2016      | Dones assassines               |                  | RCN Televisió                 |
| 2015      | Qui va matar a Patricia Soler? | Angélica         | RCN Televisió / RTI Televisió |
| 2014      | La sogra                       | Margarita Burgos | Cargol Televisió              |
| 2012-2013 | Qui ets tu?                    | Francisca Roman  | UniMás / RTI Televisió        |
| 2011      | El Joe, la llegenda            | Aura d'Estrada   | RCN Televisió                 |
| 2011      | La teacher d'anglès            | Milena Ramírez   | Cargol Televisió              |
| 2010      | Decisions Extremes             |                  | Telemundo / RTI Televisió     |
| 2009-2010 | Els Victorinos                 | Gloria Pérez     | Telemundo / RTI Televisió     |
| 2009      | Totes odien a Bermúdez         | Paola Rincón     | Caragol Televisió             |
| 2007-2008 | Nou-ric, nou pobre             | Lizeth           | Caragol Televisió             |

## Teatre
- (2008) - "Se li té però es demora"

## Premis i nominacions

### Premis TV i novel·les
| Any  | Categoria                                    | Telenovel·la o Sèrie | Resultat |
| ---- | -------------------------------------------- | -------------------- | -------- |
| 2008 | Millor actriu/actor revelació                | Nou-ric, nou pobre   | Ganadora |
| 2012 | Millor actriu de repartiment de telenovel·la | El Joe, la llegenda  | Nominada |
| 2015 | Millor actriu antagònica de telenovel·la     | La sogra             | Nominada |

### Premis Índia Catalina
| Any  | Categoria                                    | Telenovel·la o Sèrie | Resultat |
| ---- | -------------------------------------------- | -------------------- | -------- |
| 2012 | Millor actriu de repartiment de telenovel·la | El Joe, la llegenda  | Nominada |